# Shell (película de 2024)
Shell es una película de terror y comedia negra estadounidense de 2024dirigida por Max Minghella, escrita por Jack Stanley y protagonizada por Elisabeth Moss, Kate Hudson, Kaia Gerber y Elizabeth Berkley.
Tuvo su estreno mundial en el Festival Internacional de Cine de Toronto de 2024 el 12 de septiembre de 2024.

## Sinopsis
La actriz Samantha Lake (Elisabeth Moss), que atraviesa una mala racha, es invitada al mundo ultra glamoroso de Zoe Shannon (Kate Hudson), directora ejecutiva de la empresa de bienestar SHELL. Cuando los pacientes de SHELL comienzan a desaparecer, Samantha se da cuenta de que Zoe puede estar protegiendo un secreto monstruoso.

## Elenco
- Elisabeth Moss como Samantha
- Kate Hudson como Zoe Shannon
- Kaia Gerber como Chloe Benson
- Elizabeth Berkley como Jenna Janero [4]
- Arian Moayed como el Dr. Hubert
- Este Haim como Lydia
- Lionel Boyce como el detective Abramson
- Amy Landecker como la detective Flores
- Peter MacNicol como el Dr. Thaddeus Brand
- Ziwe Fumudoh como Audrey
- Blake Lee como Sebastián
- Dustin Milligan como Devin
- Peri Gilpin como mamá de una comedia
- Mary Lynn Rajskub como directora de casting
- Randall Park como Randolph Chan
- Mónica García como Rosa

## Producción

### Desarrollo
El escritor Jack Stanley completó el primer borrador del guion en 2018.  Según se informa, el director Max Minghella quedó cautivado por el guion "imaginativo y bastante abstracto", incluso si contenía elementos que no esperaba que le llamaran la atención, como el horror corporal y las imágenes atrevidas. "No estaba en su ADN, algo que normalmente asocio con mi gusto, y sin embargo, había algo en ella que me resultó profundamente memorable y realmente se quedó conmigo", afirmó. Minghella produjo su propio borrador y luego lo reescribió con Stanley, "evolucionándolo hacia su visión de las películas que amaba cuando era niño". 
En julio de 2020, se anunció que Minghella dirigiría la película, a partir del guion de Jack Stanley, con Fred Berger, Brian Kavanaugh y Alicia Van Couvering como productores. HBO Max se encargaría de producir y distribuir la película.  Sin embargo, varios retrasos debidos a la pandemia de COVID-19 ralentizaron el desarrollo del proyecto. 
En mayo de 2023, Elisabeth Moss, Kate Hudson y Kaia Gerber se unieron al elenco de la película, con Moss preparada para producir bajo su sello Love & Squalor Pictures, y HBO Max ya no está vinculada. La producción se retrasó nuevamente por la huelga SAG-AFTRA de 2023, pero miembros clave del elenco y del equipo confirmaron su compromiso de trabajar en la película tan pronto como se resolvió la huelga. En febrero de 2024, se anunció que Arian Moayed, Lionel Boyce, Este Haim, Ziwe Fumudoh, Peter MacNicol, Blake Lee, Dustin Milligan, Peri Gilpin y Mary Lynn Rajskub participarían en la película, cuando el rodaje acababa de finalizar. El 24 de marzo, en la proyección especial de Showgirls en el Museo de la Academia, Elizabeth Berkley anunció que recientemente había completado un papel en un proyecto cinematográfico no revelado. El programa oficial del TIFF, publicado el 13 de agosto, reveló que la película era Shell. 

### Rodaje
El rodaje comenzó en Los Ángeles el 11 de diciembre de 2023 y finalizó el 2 de febrero de 2024, el día en que Elizabeth Berkley filmó su cameo en la escena de apertura de la película. El director Max Minghella describió el cronograma de producción de 25 días  como "increíblemente desafiante" debido al tiempo limitado disponible para filmar la película. Elisabeth Moss quedó embarazada unos meses antes del inicio del rodaje y le dijo a Minghella que ya no podía hacer la película. Para no perder a la actriz principal, Minghella adaptó el guion para que Moss pudiera rodar la película a pesar de que estaba en su quinto y sexto mes de embarazo. 

## Lanzamiento
El 30 de agosto de 2024, el director Max Minghella presentó una proyección de 35 mm de Showgirls en Vidiots, en Los Ángeles, junto con la actriz Elizabeth Berkley. Antes de la proyección, presentó un adelanto de la secuencia de apertura de Shell. 
Shell tuvo su estreno mundial en el Festival Internacional de Cine de Toronto el 12 de septiembre de 2024. 

## Recepción

### Respuesta de la crítica
La película se estrenó en el Festival Internacional de Cine de Toronto de 2024 con críticas mixtas, quienes apreciaron principalmente el elenco, la horripilante escena de apertura y el aspecto visual de la película, pero encontraron problemático el ritmo de la película por su incapacidad para encontrar una dirección clara. Muchos notaron las similitudes con The Substance de Coralie Fargeat, también en la programación del festival.
IndieWire describió la película de Fargeat como "mejor y más escandalosa" que Shell, pero apreció el giro final de esta última película: "Cuando acepta su destino como una película de monstruos de ciencia ficción con trajes de goma al estilo de los años 50, Shell tiene un valor de campamento". Sin embargo, a pesar de "algunos momentos divertidos y algunas imágenes llamativas", la película fue criticada por no estar a la altura de las expectativas ofrecidas en su "prometedora apertura en frío", y agregó: " Shell también se imagina a sí misma como un horror corporal, pero nuevamente no se compromete lo suficiente como para realmente sobresalir en esa área. El elenco fue bien revisado, particularmente la actuación de Hudson ("[ella] entiende el tono que Minghella busca") y el cameo de Ziwe, "perfectamente elegido". 
Bloody Disgusting, en una crítica más positiva, reconoció la aparente similitud entre Shell y The Substance, pero señaló que, al final, "no podrían estar más alejadas en casi todos los sentidos". Describió la película como "un tapiz vibrante y peculiar de géneros que rinde homenaje a los amores e influencias cinematográficas [de Minghella]" y elogió "la secuencia de apertura, una explosión oscuramente divertida y llena de suspenso de horror corporal con Elizabeth Berkley [que] establece el tono poco convencional y lúdico de inmediato". El papel de Hudson fue considerado "más interesante" y "colorido" que el de "la heroína valiente y de línea recta" Moss, y el diseño de producción de Susie Mancini fue elogiado por "capturar el glamour vibrante y soleado del Hollywood clásico pero con un toque futurista". 
The Hollywood Reporter destacó la eficacia de los elementos espeluznantes de la película: "Los aspectos de horror corporal están entre los más interesantes, inyectando a la película una buena dosis de violencia". Sin embargo, criticó la superficialidad de algunos aspectos del guion, como las observaciones "superficiales" sobre la industria de la belleza o la bidimensionalidad de los dos protagonistas: "Moss hace lo mejor que puede como Samantha, pero el personaje está tan poco escrito que no hay mucho a lo que agarrarse. [...] Hudson se divierte mucho como Zoe, pero la película sigue sin llegar a convertirla en una villana de lo más cursi". Se apreció la valentía "en una película que no tiene miedo de comprometerse con ser fea", así como el trabajo del elenco, que "parece estar pasándoselo realmente bien con la historia". 
Para TheWrap, los dos problemas principales de la película fueron el ritmo ("hay algo singularmente tonto en Shell cerca del final, pero lleva un buen tiempo llegar allí") y la falta de audacia ("es simplemente una buena película que es demasiado blanda para valer la pena por completo"). Se apreció a Hudson ("cada vez que Hudson entra en escena, Shell recibe una bienvenida sacudida de energía") y también el final "donde parece que la película, finalmente, está realmente saliendo de su caparazón para entrar en algo más alocado y divertido. […] El hecho de que [el final] se vuelva apropiadamente blando y violento es una buena recompensa para rematar todo el asunto, aunque esto por sí solo no puede redimir todo el asunto". 
Screen Rant fue igualmente crítico con respecto al ritmo, al tiempo que apreció las actuaciones y los aspectos técnicos: "Hay muchos elementos que funcionan en Shell, desde su elegante diseño de producción hasta el elenco [...] Aún así, Shell tarda demasiado en desentrañar su misterio central y una vez que llega al horror corporal que insinúa al comienzo de la película, la película comienza a contenerse". A pesar de la "brutal escena [de apertura] que prepara el terror que viene", la película "parece vacilante a la hora de inclinarse hacia sus sensibilidades más desagradables [...] Shell es divertida y agradable de ver, pero carece de la profundidad o la oscuridad que necesita. " Sin embargo, valoró el final, ("un momento culminante del monstruo que finalmente logra el tono que la película ha estado buscando"), el elenco ("Es una gran exhibición para [Moss y Hudson], reforzada por divertidas actuaciones de apoyo") y "un par de momentos de terror corporal realmente asquerosos". 
Screen International descartó la película como "una pobre imitación de los trabajos más transgresores de los años 80 de Paul Verhoeven y David Cronenberg" y criticó la elección de Elisabeth Moss como protagonista: "Moss, que suele ser una persona segura, parece totalmente equivocada". El ritmo de la película fue particularmente criticado: "Se burla de secretos más profundos y siniestros, pero tarda demasiado en adentrarse en sus partes más tontas". 
En una reseña positiva, RogerEbert.com elogió la película: "Los elementos de sátira del mundo del entretenimiento dan en el blanco, los giros son sólidos y Minghella aprovecha la sensación de terror creciente con verdadera habilidad". Las actuaciones principales también fueron apreciadas: "Elisabeth Moss lo da todo en el papel principal, creando una química chispeante con Kate Hudson en el papel de Goop Gwyneth de la película". 
The Playlist reconoció la naturaleza autorreferencial de la película: " Shell es una película alegre y mantiene un tono ligero y lúdico en todo momento; el público está destinado a reírse con y de la película". Enfatizó la naturaleza de una película "creada para ser divertida, y el público dispuesto a dar el paso será recompensado". También elogió las actuaciones y el acto final que "ofrece toda la sangre, las tripas y las vísceras [que los fanáticos de las películas de terror] podrían desear". 